# Trompetmotje
Het trompetmotje (Alabonia geoffrella) is een vlinder uit de familie van de sikkelmotten (Oecophoridae). De wetenschappelijke naam is gepubliceerd in 1767 door Linnaeus.
De soort komt voor in Europa.